# Christoph Europa
Christoph Europa wurde als Funkrufname für Rettungshubschrauber (RTH) an grenznahen Standorten eingeführt, um schon im Namen deutlich zu machen, dass das Einsatzgebiet der Luftrettung nicht auf einen Staat beschränkt ist und dass der Hubschrauber im Alarmfall auch den Nachbarn jenseits der Grenze zur Hilfe kommt. Mit dem aus Europa und einer Zahl bestehenden Rufnamen wird hierbei leicht von der in Deutschland üblichen Benennung abgewichen, die normalerweise nur Christoph X lautet. Dabei kann X entweder nur eine Zahl (z. B. Christoph 1 in München) oder bei Intensivtransporthubschraubern nur eine lokale geographische Bezeichnung (z. B. Christoph Westfalen) sein.
Erstmals wurde diese Kennung am 1. März 1998 verwendet. Damals übernahm die ADAC Luftrettung die Hubschrauberstation auf dem Flugplatz Aachen-Merzbrück in Broichweiden (Städteregion Aachen, Nordrhein-Westfalen) von der Bundeswehr. Der RTH der Bundeswehr hatte die militärische Bezeichnung SAR 72. Um den internationalen Anspruch des Hubschraubers deutlich zu machen, nannte der ADAC die Maschine nicht Christoph 21, sondern Christoph Europa 1.
Seitdem sind mehrere RTH-Betreiber im In- und Ausland dieser Namensgebung gefolgt, derzeit gibt es fünf „Europa-Rettungshubschrauber“. Die Benennung Europa ist allerdings willkürlich, da alle in Nähe der Grenzen zu Österreich, der Schweiz oder den Benelux-Staaten stationierten Rettungshubschrauber regelmäßig Einsätze im Nachbarland übernehmen. Mit deutlichen Einschränkungen gilt das auch für Frankreich, wo es allerdings noch Probleme mit den unterschiedlichen Rettungsdienst-Systemen und der Kostenübernahme gibt. Die Zusammenarbeit mit Polen und Tschechien ist noch nicht so weit gediehen.

## Christoph Europa 1

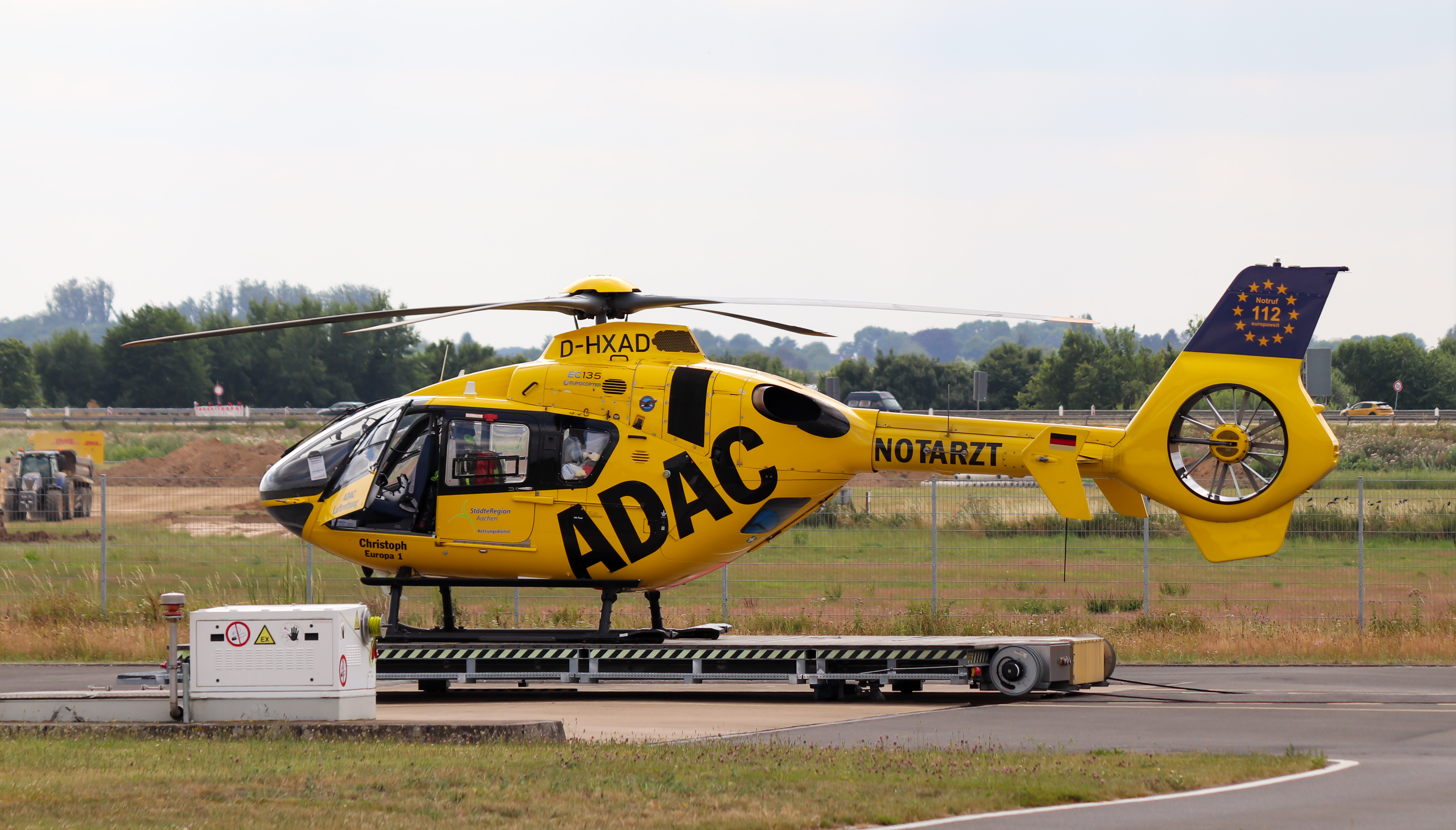
Christoph Europa 1

Christoph Europa 1 ist ein seit März 1998 durch die ADAC Luftrettung betriebener Rettungshubschrauber, zuvor war seit August 1974 eine Bell UH-1D (SAR 72) der Bundeswehr im Einsatz.
Der Helikopter vom Typ EC 135 P2+ (Stammmaschine: D-HXAD) ist auf dem Flugplatz Merzbrück stationiert und wird durch die Leitstelle Städteregion Aachen (bis 2009 Kreis Aachen) in Aachen alarmiert. Dort wurde die neue Leitstelle für den gesamten Kreis und für die Stadt neu gebaut.
Der Rettungshubschrauber fliegt grenzüberschreitende Einsätze, wie sein Vorgänger SAR 72 früher in einzelnen Fällen auch schon. Sein Einsatzgebiet erstreckt sich vom Raum Aachen bis in die angrenzenden Länder Belgien und die Niederlande. Im Jahr 2021 wurden 1449 Rettungsflüge absolviert.

## Christoph Europa 2

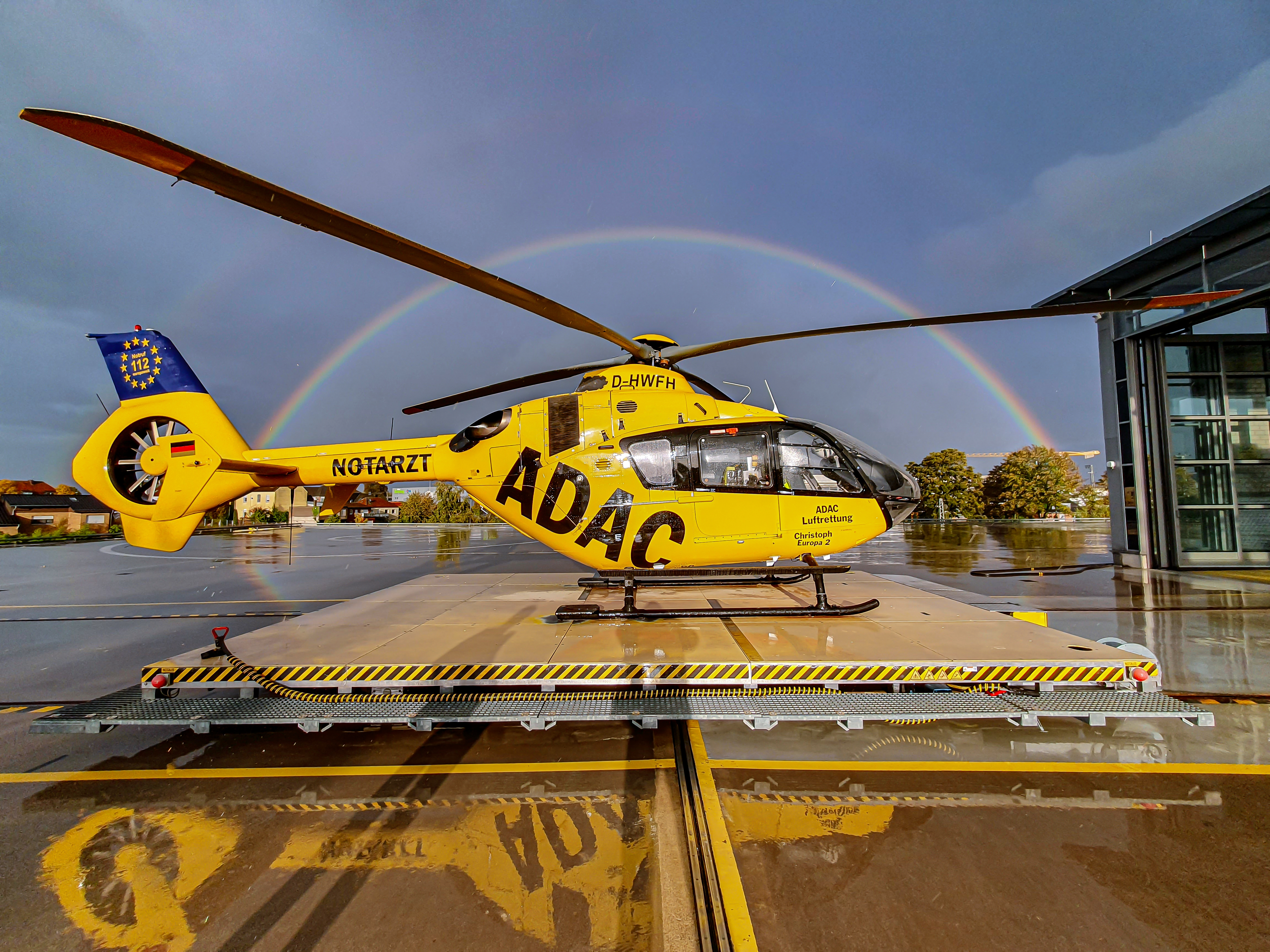
Christoph Europa 2

Die Bundeswehr betrieb von 1982 bis 1998 in Rheine ein Luftrettungszentrum. Zum Einsatz kam ein SAR-Helikopter vom Typ Bell UH-1D mit der militärischen Kennung SAR 76. 1998 übernahm die ADAC Luftrettung die Station. Kurzzeitig wurde ein Bölkow Bo 105 eingesetzt, bevor der Wechsel auf EC 135 erfolgte. Heute fliegt dort ein EC 135 in der Leistungsvariante EC 135 P2. Wegen der Nähe zur niederländischen Grenze verwendet der ADAC den Rufnamen Christoph Europa 2.
Sein primäres Einsatzgebiet erstreckt sich etwa 70 km um den Stützpunkt. Binnen weniger Minuten ist es so möglich, die angrenzenden Niederlande zu erreichen. Von dort wird Christoph Europa 2 allerdings nur etwa 50-mal pro Jahr angefordert. Zudem wird der Helikopter auch für sekundäre Einsatzzwecke, wie die Verlegung von Patienten, eingesetzt. Die Gesamtzahl der Einsätze beläuft sich auf ca. 1200 pro Jahr. Seit Juni 2003 startet Christoph Europa 2 von einer neuen Rettungsstation, welche den Erfordernissen der heutigen Zeit angepasst wurde.

## Christophorus Europa 3

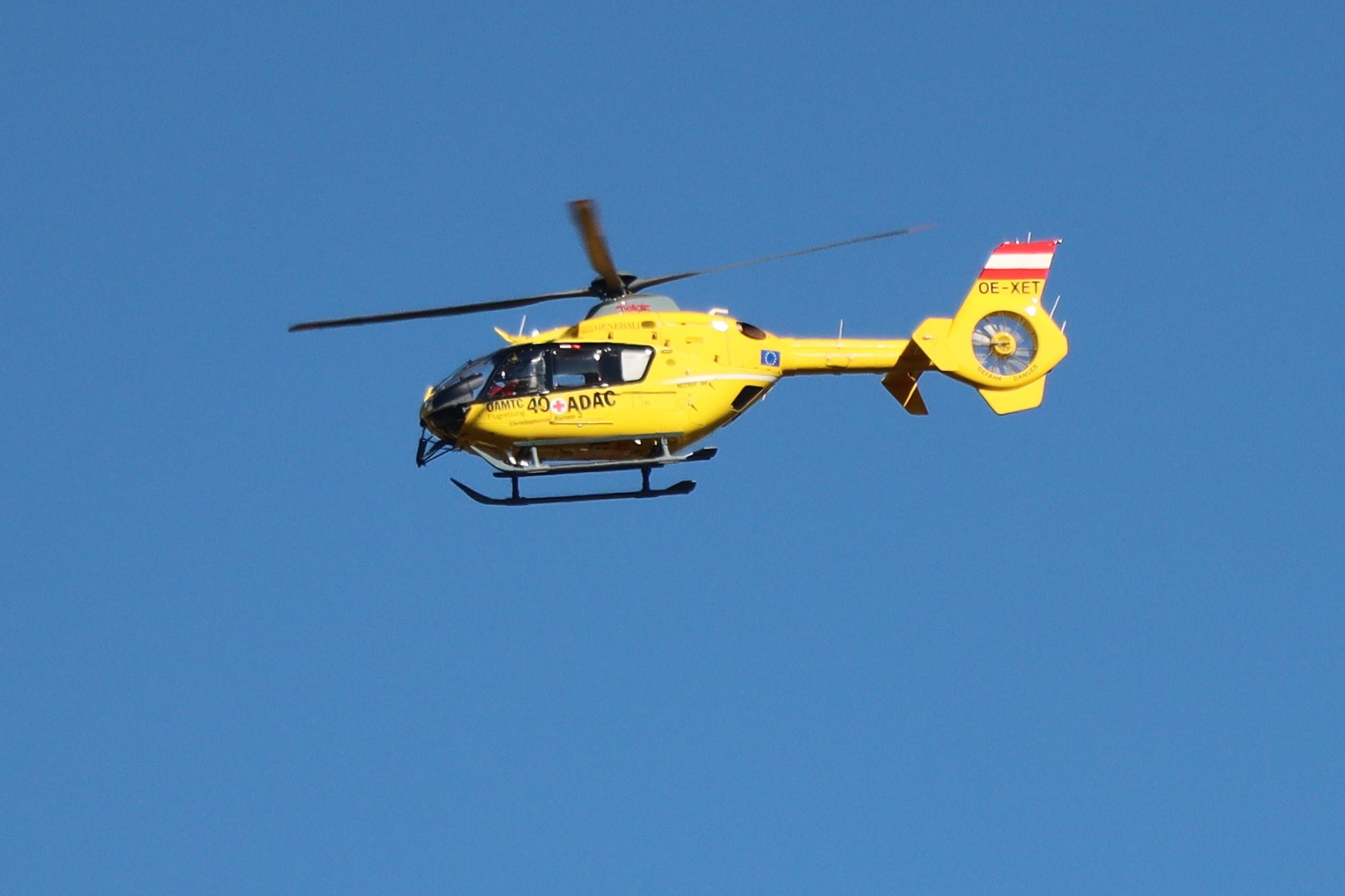
Christophorus Europa 3

Der Christophorus Europa 3 ist seit Juli 2002 am Flugplatz Schärding-Suben in Oberösterreich, direkt an der Grenze zu Bayern, stationiert und hat einen Einsatzradius von ca. 50 km. Es ist der erste Rettungshubschrauber, der gemeinsam von Organisationen aus verschiedenen Staaten betrieben wird. Für die österreichische Seite ist der Christophorus Flugrettungsverein (ÖAMTC) und für die deutsche der ADAC beteiligt.
Hauptsächlich werden die Kliniken und Krankenhäuser Passau, Schärding, Ried, Deggendorf, Braunau, Linz und Salzburg angeflogen. Doch können kurzfristige Notfalltransporte in spezielle Kliniken bei schweren Verletzungen auch Flüge bis zu den Kliniken in München, der BGU Murnau oder an das KH Barmherzige Brüder Regensburg notwendig machen.
Der Helikopter wird halbjährlich ausgetauscht. So leistet dort in den Sommermonaten eine Airbus Helicopters H135 des ÖAMTC und im Winter eine baugleiche Maschine der ADAC-Luftrettung seinen Dienst. Dies geschieht, da der ÖAMTC seine Hubschrauber im Winter für zusätzliche saisonale Standorte in den Skigebieten benötigt.
Die Mannschaft der Rettungskräfte besteht zu gleichen Teilen aus Bayern und Österreichern, wobei die Dienstpläne nicht an den saisonalen Wechsel des Fluggeräts angepasst sind. Es ist also durchaus möglich, dass im Winter ein Notarzt aus Österreich, ein bayerischer Notfallsanitäter bzw. HEMS-TC und ein Pilot aus Bayern zusammen auf einem Helikopter des ADAC im österreichischen Suben zum Einsatz starten.

## Lifeliner Europa 4
Die ADAC-Luftrettung hat im Oktober 2003 das Luftrettungszentrum im niederländischen Groningen vom Privat-Betreiber Schreiner Air übernommen. Die Piloten kamen von der ANWB Medical Air Assistance, der Luftrettungs-Tochter des niederländischen Automobilclubs ANWB und UMCG, die auch die anderen drei niederländischen RTH-Standorte betreibt (Amsterdam, Rotterdam, Nijmegen). Um den europäischen Anspruch zu unterstreichen, hatte der RTH seitdem eine Europa-Kennung – allerdings wird der in den Niederlanden gebräuchliche Rufname Lifeliner fortgeführt. Zum 31. Dezember 2019 zog sich der ADAC zurück und übergab die Station an den ANWB.

## Christoph Europa 5

Christoph Europa 5

Im Zuge der Umstrukturierung der Luftrettung in Schleswig-Holstein musste der RTH/ITH Christoph 52 im April 2005 nach Niebüll umziehen. Zuvor war dieser Hubschrauber der Deutschen Rettungsflugwacht (DRF) in Hartenholm nördlich von Hamburg beziehungsweise Hohenlockstedt bei Itzehoe stationiert und hatte dort sowohl Primär- als auch Sekundäreinsätze übernommen.
Grund für den Umzug war die große Dichte von RTH-Standorten im Raum Hamburg (2 in Hamburg, weitere in Eutin und Rendsburg), während für den Norden Schleswig-Holsteins, insbesondere für die nordfriesischen Inseln, kein Rettungshubschrauber in unmittelbarer Nähe bereitstand. Außerdem wollte man die Zusammenarbeit mit Dänemark erproben. Dort gibt es im Moment kein Luftrettungs-System, das mit dem deutschen vergleichbar wäre. Die DRF soll ausdrücklich im Auftrag des dänischen Rettungsdienstes Falck und der zuständigen Behörden auch Einsätze in Süd-Jütland übernehmen, daher der Europa-Rufname für diesen Helikopter vom Typ H145 D-3.
Mit der Indienststellung des DRF-Rettungshubschraubers am Krankenhaus Niebüll fiel der Startschuss für die erste grenzüberschreitende Luftrettung zwischen Deutschland und Dänemark. Dabei handelt es sich um ein Pilotprojekt der DRF, des dänischen Rettungsdienstbetreibers Falck, des deutschen Kreises Nordfriesland und des dänischen Verwaltungsbezirkes Sønderjyllands Amt. Die Kooperationspartner erhalten eine EU-Projektförderung nach Interreg III A, einer Gemeinschaftsinitiative der Europäischen Union zur Förderung der Zusammenarbeit zwischen den grenzüberschreitenden Regionen.
In den ersten Monaten entfielen aber nur etwa zwölf Prozent der Einsätze auf Dänemark.
Bis 2005 waren die Standorte der Rettungshubschrauber in Schleswig-Holstein Itzehoe (24 h), Rendsburg (24 h) und Eutin. Seit 2005 sind die Standorte der Rettungshubschrauber in Schleswig-Holstein Niebüll, Rendsburg (24 h) und Siblin (bei Eutin).
Im Februar 2024 wurde bekannt gegeben, dass die DRF Luftrettung weitere 20 Jahre Betreiber von Christoph Europa 5 bleiben wird. Seit der Nacht vom 24. auf den 25. Mai 2024 wird der RTH im 24-h-Betrieb eingesetzt. Eine Rettungswinde soll folgen.

## Grenzüberschreitende Luftrettung ohne Europa-Kennung

### Rega-Flotte
Der schweizerische Rettungshubschrauber Rega 2 aus Basel fliegt mehr als die Hälfte seiner Einsätze in Südbaden. Auch Rega 1 (Zürich) und Rega 7 (St. Gallen) starten häufig nach Deutschland.

### Christoph-Flotte
Am 1. Oktober 2003 startete die deutsch-niederländische Kooperation der Grenzregionen um Kleve und Limburg/NL mit der Förderung durch EU-Mittel der Euregio im Bereich der Luftrettung: Christoph 9 aus Duisburg fliegt bei Bedarf auch in den Niederlanden, Lifeliner 3 aus Nijmegen (Niederlande) übernimmt Einsätze in Deutschland.
Christoph 16 aus Saarbrücken übernimmt bei Bedarf und nach Anforderung auch Einsätze im benachbarten Frankreich.
Christoph 14 aus Traunstein, Christoph 17 aus Kempten (Allgäu) sowie der für Nachteinsätze ausgerüstete Christoph München übernehmen Einsätze auch im bayerisch-österreichischen Grenzgebiet.

### Sonstige
Die Luxembourg Air Rescue fliegt vom Standort Luxemburg Flughafen aus vor allem Einsätze in Rheinland-Pfalz und dem Saarland. Air Rescue 1 ist am diensthabenden Krankenhaus in Luxemburg-Stadt, Air Rescue 2 in Ettelbrück und Air Rescue 3 am Flughafen Findel stationiert. Sie können direkt durch die Leitstellen Trier und Saarbrücken alarmiert werden.
In Tirol sind mehrere RTH privater Betreiber direkt an der deutschen Grenze stationiert: Heli 3 in Kufstein, RK 2 in Reutte.
Durch die Integrierten Leitstellen (ILS) Regensburg und Oberpfalz-Nord kann der, durch das Militär betriebene, RTH Kryštof 7 aus Plzeň in der Tschechischen Republik grenzüberschreitend angefordert werden.